# ثعبان البيض
ثعبان البيض (الاسم العلمي: Dasypeltis)، جنس ثعابين من فصيلة الأحناش. إنها واحدة من مجموعتين تصنيفيتين من الثعابين المعروفة بتكيفها على التغذي حصرًا على البيض (المجموعة الأخرى هو جنس Elachistodon). وهي ثعابين غير سامة وتوجد في جميع أنحاء قارة أفريقيا،الموائلها في المقام الأول الأراضي الحرجية أو المُشَجّرة التي هي أيضًا موطن لأنواع عديدة من الطيور.